# Кардіоміопатія
Кардіоміопаті́я (міокардіопатія) — ураження серцевого м'язу нез'ясованої етіології. Нерідко кардіоміопатію доводиться диференціювати від ідіопатичного міокардиту Фідлера, який супроводжується виразнішими загальними запальними проявами. При ретельнішому опитуванні вдається виявити роль деяких факторів розвитку кардіоміопатії (наприклад: тривале зловживання алкоголем).
Уражається міокард або із дилатацією камер серця та серцевою недостатністю або з переважною гіпертрофією міокарда. Виділяють:
- застійну (конгестивну, дилатаційну) міокардіопатію,
- гіпертрофічну (включно з асиметричною гіпертрофією обструктивного типу з м'язовим субаортальним стенозом),
- рестриктивну (констриктивну, облітеруючу) форми.

## Клінічні ознаки
Кардіоміопатія розвивається зазвичай поступово, непомітно. У деяких хворих на початку захворювання ураження міокарду характеризується переважно гіпертрофією м'язових волокон. Поступово зростаюча гіпертрофія тривалий час може не проявлятися клінічно. Вона може охопити рівномірно усі камери серця або бути асиметричною з ураженням частини стінки лівого шлуночка або міжшлуночкової перетинки. Гіпертрофія міжшлуночкової перетинки може призводити до виникнення м'язового субаортального стенозу. Гіпертрофічну кардіоміопатію на більш ранніх стадіях розвитку можна виявити лише при спеціальному обстеженні: реєстрація ехокардіограми, рідше на ЕКГ, у деяких відведеннях якої реєструють знижений або негативний зубець Т при відсутності ознак ішемічної хвороби серця. У пізній стадії гіпертрофічної кардіоміопатії виникають клінічні прояви тяжкого ураження міокарду: прогресуюча серцева недостатність з вираженим застоєм у малому та великому колі кровообігу, значне збільшення розмірів серця за рахунок розширення всіх камер, різні види аритмії та порушень внутрішньосерцевої провідності. У деяких хворих аритмія є провідним симптомом хвороби на більш ранній стадії розвитку до появи серцевої недостатності. Серйозне ускладнення кардіоміопатій на пізній стадії — тромбоемболії у судини мозку, нирок, селезінки, а також периферійні артерії.
Коли звернутися за медичною допомогою при кардіоміопатії?
Коли є біль у грудях або задишка потрібно звернутися за медичною допомогою.
Також показаннями для візиту до лікаря є набряк ніг, щиколотки та гомілок; збільшення задишки при навантаженні. Труднощі в лежачому стані і прокидання серед ночі через задишку можуть бути симптомами застійної серцевої недостатності.
Також може бути часткова або повна втрата свідомості, що є причиною негайного звертання за швидкою медичною допомогою.

## Причини
Кардіоміопатії або прив'язані до серцевих захворювань, або є частиною генералізованого системного розладу, що часто призводить до серцево-судинної смерті або інвалідності, пов'язаної з серцевою недостатністю що прогресує. Інші захворювання, що спричиняють дисфункції серцевого м'яза, виключаються, наприклад, захворювання коронарних артерій, гіпертонія або аномалії серцевих клапанів. Часто основна причина залишається невідомою, але у багатьох випадках причини можуть бути ідентифіковані. Наприклад, алкоголізм визначається як причина дилятаційної кардіоміопатії, яка також розвивається через токсичність лікарських засобів і певні інфекції (включаючи гепатит С). Нелікована целіакія може призвести до кардіоміопатії, що часто своєчасно не діагностується. На додаток до набутих причин, молекулярна біологія та генетика долучила різні генетичні фактори розвитку.
Поточне визначення Американської асоціації серця поділяє кардіоміопатії на первинні, які впливають безпосередньо на серце, так на вторинні, які є наслідком хвороби, що стосується інших частин тіла. Ці категорії далі розбиваються на підгрупи, які включають нові генетичні та молекулярно-біологічні знання.
Фактори розвитку первинної кардіоміопатії
- Генетичний
  - Гіпертрофічна кардіоміопатія
  - Відхилення іонної провідності
    - Тривалий синдром QT
    - Синдром Бругади
- Змішаний
  - Дилятаційна кардіоміопатія
  - Рестриктивна кардіоміопатія
- Придбаний
  - Запальний міокардит
  - Періпартальна кардіоміопатія
  - Фізичний та психологічний стрес («синдром тако-цубо» або «синдром розбитого серця»)

Фактори розвитку вторинної кардіоміопатії
- Інфільтративний
  - Амілоїдоз
  - Хвороба Гоше
- Токсичний
  - Наркотики / алкоголь
  - Важкі метали
  - Хімічні речовини
- Запальний
  - Саркоїдоз
- Ендокринний
  - Цукровий діабет
  - Захворювання щитоподібної залози
    - Гіпертиреоз
    - Гіпотиреоз

  - Гіперпаратиреоз
  - Пітуітаризм
    - Акромегалія
- Нервово-м'язовий / неврологічний
- Недоліки харчування
  - Квашіоркор
  - Бері-бері (не достача тіаміну або вітаміну В1)
  - Цинга (не достача вітаміну С)
- Аутоімунні і колагенозні хвороби
  - Системний червоний вовчак
  - Ревматоїдний артрит
  - Склеродермія
  - Дерматоміозит
  - Вузловий поліартеріїт
- Електролітний дисбаланс
- Ускладнення лікування раку

## Діагностика
Окрім хронічного міокардиту Фідлера, при диференційній діагностиці в осіб молодого віку слід мати на увазі деякі системні захворювання, наприклад, первинний амілоїдоз з переважним ураженням серця. Однак при цьому зазвичай є ознаки ураження й інших органів.
Інформація може бути зібрана з минулої медичної історії, включаючи історію високого кров'яного тиску, високого рівня холестерину та діабету. Відзначаючи наявність інших основних захворювань, таких як саркоїдоз, амілоїдоз, розлади щитоподібної залози та ревматоїдний артрит, може бути корисним при визначенні потенційних причин кардіоміопатії.
Історія життя, включаючи куріння, алкоголь та зловживання наркотиками, може також допомогти у встановленні діагнозу. Сімейна історія часто важлива, особливо якщо існує занепокоєння щодо раптової смерті серця в ранньому віці.
Фізикальне обстеження включатиме моніторинг життєво важливих ознак, таких як пульс, артеріальний тиск, частота дихання та насичення киснем. Значна інформація отримується з аускультації легенів та серця. Набряк яремних вен на шиї та або наявність рідини на ногах, особливо біля щиколоток, може бути підказкою до діагнозу серцевої недостатності.
Аналізи крові корисні при скринінгу на анемію, аномалії в електролітах, функції нирок та печінки. Інші аналізи крові та лабораторна робота можуть бути виконані в залежності від клінічної ситуації.
Електрокардіограма (ЕКГ) — це скринінговий тест для пошуку електричних аномалій серця. Ознаки серцевого нападу або гіпертрофію шлуночків (потовщення серцевого м'яза) можна відзначити на ЕКГ.
Ультразвукове дослідження серця (ехокардіограма) може допомогти оцінити функцію руху стінки серця, цілісність серцевих клапанів та фракцію викиду шлуночка. Це також може забезпечити візуалізацію серцевої сумки (перикарда), що оточує серце.
Рентген грудної клітки допомагає виявити збільшену або ненормальну форму серця або надлишок накопичення рідини в легенях.

## Форми
- Дилятаційна
- Рестриктивна
- Гіпертрофічна
- Ідіопатична (перипартальна кардіоміопатія (ППКМП))[2]

## Лікування
Лікування кардіоміопатій у пізній стадії спрямоване на усунення ознак серцевої недостатності, а також аритмії серця. В таких хворих особливо важливе дотримання тривалого режиму спокою, бажано ліжковий режим у стаціонарі.